# Paz Ahora
Paz Ahora (en hebreo: שלום עכשיו‎, Shalom ajshav; en inglés: Peace Now) es una organización no gubernamental israelí de izquierda, fundada en 1978 por 348 oficiales reservistas del ejército israelí. Su principal propósito es obtener la paz interna y externa para Israel a través de: 
- La influencia sobre la sociedad, opinión pública y política israelíes para lograr una mayor concienciación de la necesidad de la paz como requisito a medio y largo plazo para la propia existencia del Estado de Israel.
- La firma de una paz duradera con el pueblo palestino sobre una base negociada de "paz por territorios" y la creación de un Estado palestino, denunciando los asentamientos y expropiaciones de tierras.[2][3]
- La firma de una paz duradera con los países árabes y musulmanes en general sobre una base negociada de "paz por territorios" en el caso de Siria y la cooperación económica y política con todos los países de Oriente Medio.[4]

Paz Ahora nació en 1978 después de la visita del presidente egipcio Anwar el-Sadat a Israel, como respuesta de una parte de la izquierda israelí para exigir del presidente Menájem Beguin la firma de la paz definitiva entre Egipto e Israel. La organización se opuso firmemente a la invasión israelí del Líbano en 1982, ha demostrado siempre su rechazo contra los asentamientos en Cisjordania y la Franja de Gaza, acogió con entusiasmo la retirada de esta última y ha abogado por la negociación como herramienta para la solución al conflicto árabe israelí. 
La organización no ha estado exenta de críticas por parte de casi todo el espectro político israelí por su supuesta ingenuidad e irrealidad dada la inexistencia de organizaciones pacíficas correspondientes en los países árabes o en la propia Palestina. Paz Ahora ha sufrido también ataques violentos por parte de la extrema derecha israelí, como el atentado de 1983 en que murió el activista Emil Grunzweig o la bomba por parte de extremistas judíos contra su miembro Zeev Sternhell. La ONG ha visto decaer el número de sus seguidores en las últimas décadas,[cita requerida] en parte por el surgimiento de otras organizaciones pacifistas israelíes como B'Tselem (בצלם) o censo nacional (המפקד הלאומי). Amir Péretz, un importante miembro de la organización, la ha abandonado para seguir con su carrera política y fue ministro de defensa laborista entre 2006 y 2007.